# Dimanche des Saints Pères

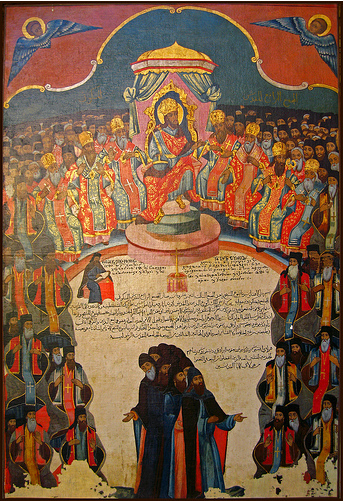
Constantin le Grand et les 318 Pères du concile de Nicée. Icône syriaque du XVe siècle.

Le Dimanche des Saints Pères est une fête des Églises d'Orient – Églises orthodoxes et Églises catholiques de rite byzantin – célébrée le septième dimanche du temps pascal (P + 42),. Cette fête commémore les 318 Pères de l'Église qui, lors du Concile de Nicée, en 325 apr. J.-C., établirent l'orthodoxie de la foi, sous la protection de l'empereur Constantin le Grand.
La date de cette commémoration correspond plus ou moins à la date d'ouverture du concile qui s'est tenu du 20 mai au 25 août 325. Cette commémoraison avait semble-t-il primitivement été fixée au 29 mai (Ménologe de Basile II) ; elle se célèbre le 9 novembre chez les Coptes et le 21 février chez les Syriens.

## Hymnographie[4]
Tropaire de la Résurrection (ton 6)
Devant ton sépulcre, les puissances des cieux autant que les soldats,

furent frappées d’effroi.

Marie-Madeleine se tenait près du tombeau

et cherchait ton corps immaculé.

Mais tu brisas l’enfer sans te laisser vaincre par lui ;

Tu rencontras la Vierge et nous donnas la vie:

Ressuscité d’entre les morts, Seigneur, gloire à toi !
Tropaire de l’Ascension (ton 4)
Tu es monté au ciel en gloire, ô Christ notre Dieu !

Tu as rempli de joie tes disciples par la promesse du saint Esprit !

Ta bénédiction l’a rendu manifeste :

c’est Toi le Fils de Dieu et le Libérateur du monde !
Tropaire des Saints Pères (ton 8)
Sois glorifié par-dessus tout, ô Christ notre Dieu,

qui sur terre as établi nos Pères saints comme des flambeaux,

et grâce à eux nous as tous conduits vers la vraie foi.

Dieu de miséricorde,

Seigneur, gloire à toi !

Gloire au Père…
Kondakion des Saints Pères (ton 8)
Le message des apôtres et l’enseignement des Pères saints

pour l’Église affermissent l’unité de la foi :

portant la tunique de vérité tissée par la céleste révélation

elle dispense fidèlement et glorifie le grand mystère de la Foi.

Et maintenant…
Kondakion de l’Ascension (ton 6)
Ayant accompli en notre faveur ton œuvre de salut,

après avoir uni les cieux et la terre, et les hommes avec Dieu,

dans la gloire, ô Christ notre Dieu, Tu montas vers le ciel

sans pour autant nous délaisser ;

mais restant toujours parmi nous et disant à ceux qui conservent ton amour :

« Je suis toujours avec vous, et personne à jamais ne peut rien contre vous.
Prokimenon (ton 4)
Béni sois-Tu, Seigneur, Dieu de nos Pères !

À ton Nom louange et gloire éternellement !

Car Tu es juste en tout ce que Tu as fait pour nous !

Toutes tes œuvres sont vérité.

## Lectures[5]
- Actes, 20:16-18, :28-36
- Jean, 17:1-13